# Gangster Town
Gangster Town è un videogioco del 1987 sviluppato e pubblicato da SEGA per Sega Master System.

## Trama
Ambientato negli anni 1920, il protagonista è un agente dell'FBI.

## Modalità di gioco
Sparatutto con pistola ottica simile a Hogan's Alley, Gangster Town prevede una modalità per due giocatori e uno scenario di pratica.